# Placentia (gemeente in Canada)
Placentia is een gemeente (town) in de Canadese provincie Newfoundland en Labrador. De gemeente ligt in het zuidoosten van het eiland Newfoundland en huisvest de belangrijke zeehaven Argentia. De hoofdplaats van de gemeente is het gelijknamige dorp Placentia.

## Geografie
Placentia ligt aan de westkust van het schiereiland Avalon, het zuidoostelijke schiereiland van Newfoundland. De fusiegemeente omvat naast de hoofdplaats Placentia ook de plaatsen Dunville, Ferndale, Freshwater, Jerseyside, Southeast Placentia en het industriegebied Argentia.
Het grondgebied van de gemeente telt vier provinciale routes (NL-91, NL-100, NL-101 en NL-102). Plaatsen in de onmiddellijke omgeving van de gemeente zijn Point Verde, Fox Harbour en Ship Harbour.
De dorpskern van Placentia ligt geprangd tussen twee zeearmen, namelijk Northeast Arm en Southeast Arm, die er samenkomen in de Placentia Harbour. Aan die zuidelijke zeearm ligt de plaats Southeast Placentia, verder westwaarts ligt de gemeentevrije plaats Point Verde. Ten noorden van de dorpskern liggen de grotendeels met elkaar vergroeide kernen Jerseyside en Freshwater. Nog verder noordwaarts ligt het gehucht Marquise, aan de voet van het schiereiland alwaar zich Argentia bevindt. Dat is een zeehaven en industriegebied dat eveneens tot Placentia behoort. Dunville ligt relatief ver oostwaarts in vergelijking met de andere plaatsen, al is het via Ferndale wel deels vergroeid met Jerseyside.
Tussen Freshwater en Jerseyside ligt de heuvel Castle Hill, die uitkijkt over Placentia. Deze huisvest meerdere 17e- en 18e-eeuwse vestingswerken en is erkend als een National Historic Site of Canada.

## Geschiedenis
De fusiegemeente Placentia ontstond in het jaar 1994. Het betrof een samensmelting van de toenmalige gemeente Placentia, die het dorp inclusief de buurt Southeast Placentia omvatte, met de naburige gemeenten Dunville, Freshwater en Jerseyside, evenals naburig gemeentevrij gebied. Het belangrijkste gemeentevrij gebied dat tot de gemeente ging behoren, was Argentia. De plaats Ferndale was voor de fusie reeds een deel van Jerseyside.

## Demografie
Demografisch gezien is Placentia, net zoals de meeste afgelegen gemeenten op Newfoundland, aan het krimpen. Tussen 1991 en 2021 daalde de bevolkingsomvang van 5.515 naar 3.289. Dat komt neer op een daling van 2.226 inwoners (-40,4%) in dertig jaar tijd.
| Demografische ontwikkeling van Placentia tussen 1991 en 2021                                                                                                  |
| --- |
| |
| Bron: Statistics Canada (1991–1996, 2001–2006, 2011–2016, 2021) - Gegevens van 1991 houden reeds rekening met de grenzen zoals ontstaan na de fusie van 1994. |

### Taal
In 2021 had 99,2% van de inwoners van Placentia het Engels als moedertaal; vrijwel alle anderen waren die taal machtig. Hoewel slechts tien mensen (0,3%) het Frans als (al dan niet gedeelde) moedertaal hadden, waren er 40 mensen die die andere Canadese landstaal konden spreken (0,8%). Naast het Engels en het Frans was er anno 2021 geen enkel andere taal die minstens tien mensen in de gemeente machtig waren.

## Galerij

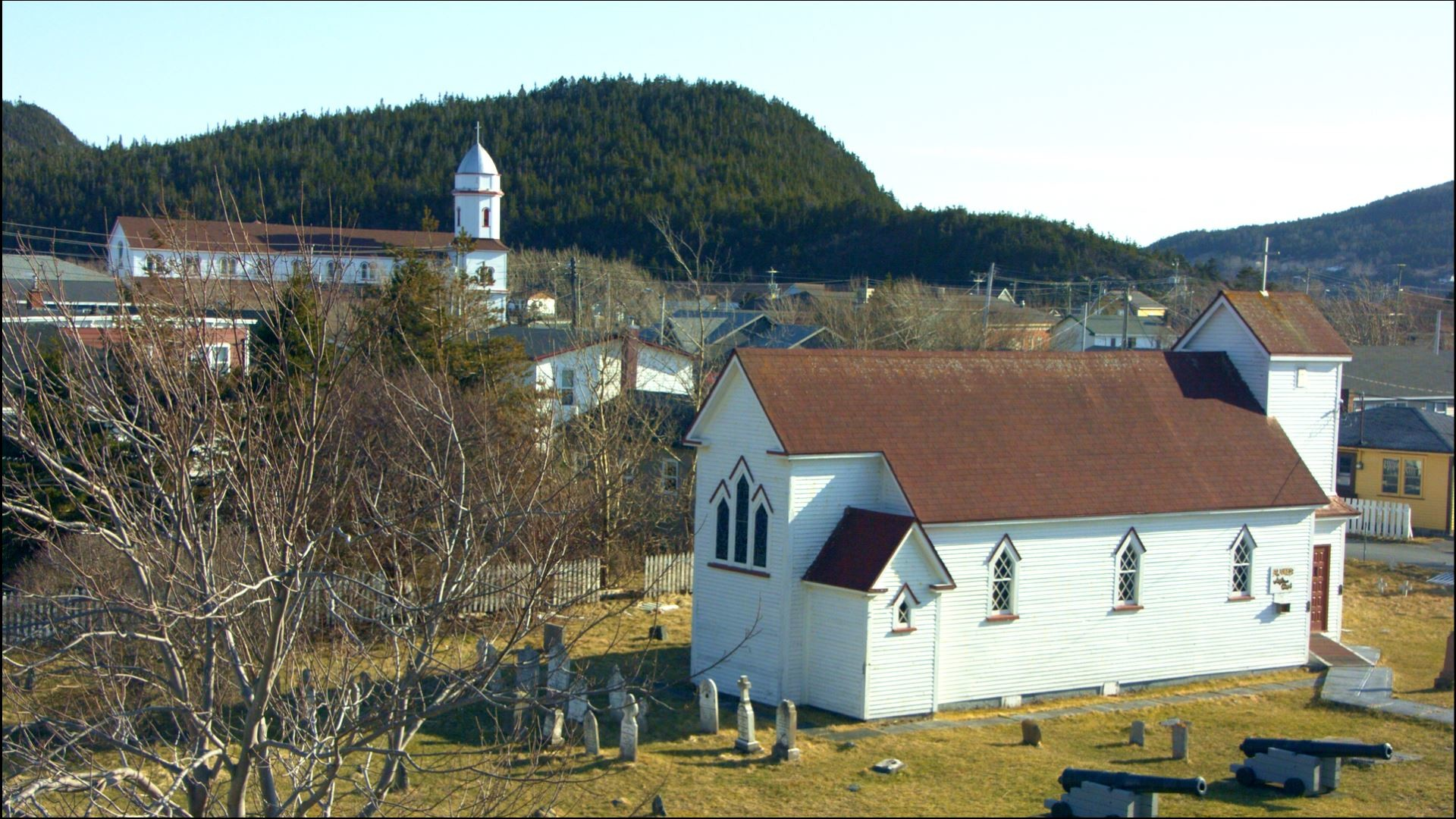
De voormalige anglicaanse Sint-Lucaskerk (voorgrond) en de katholieke Heilig-Hartkerk (achtergrond)
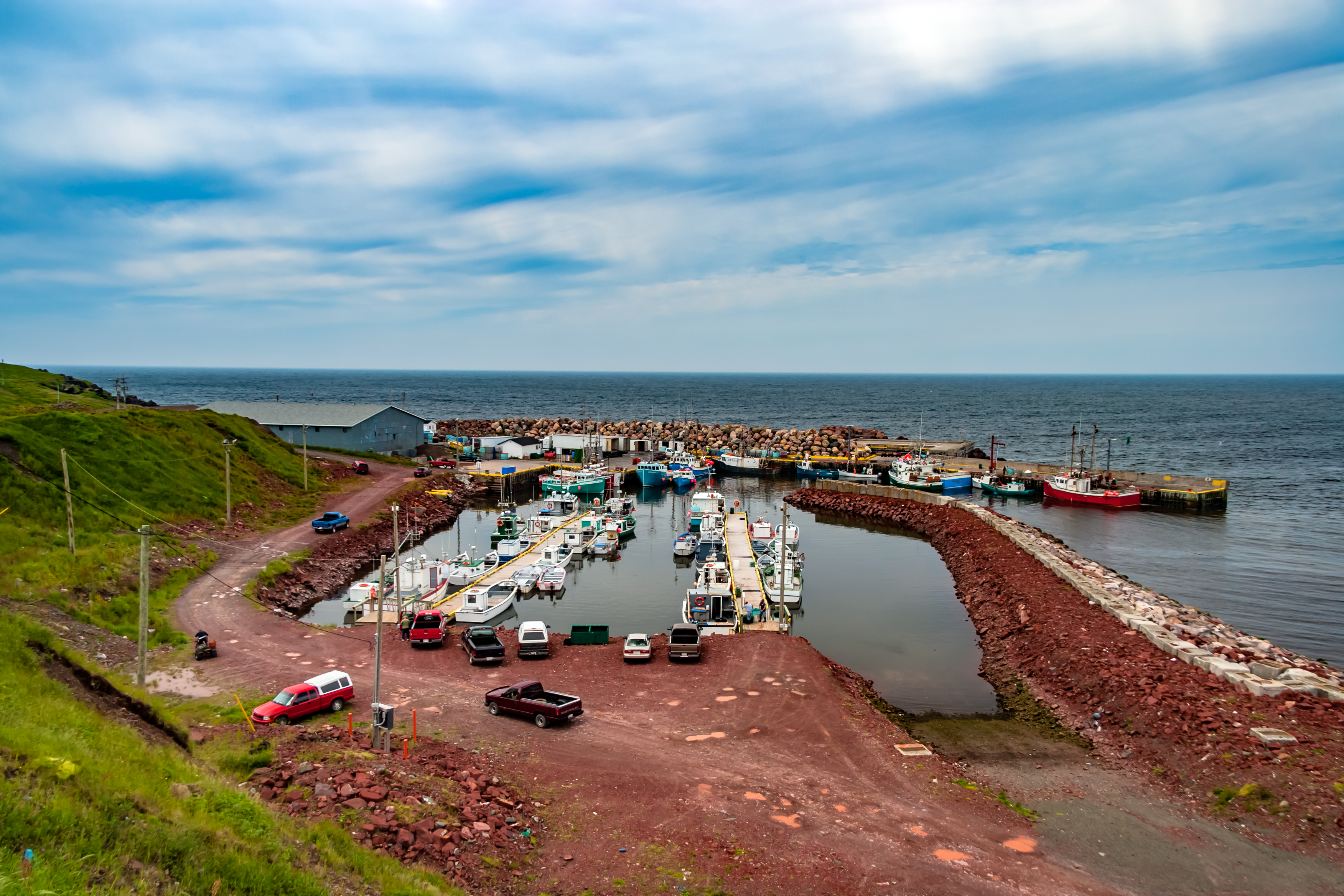
De haven van Placentia
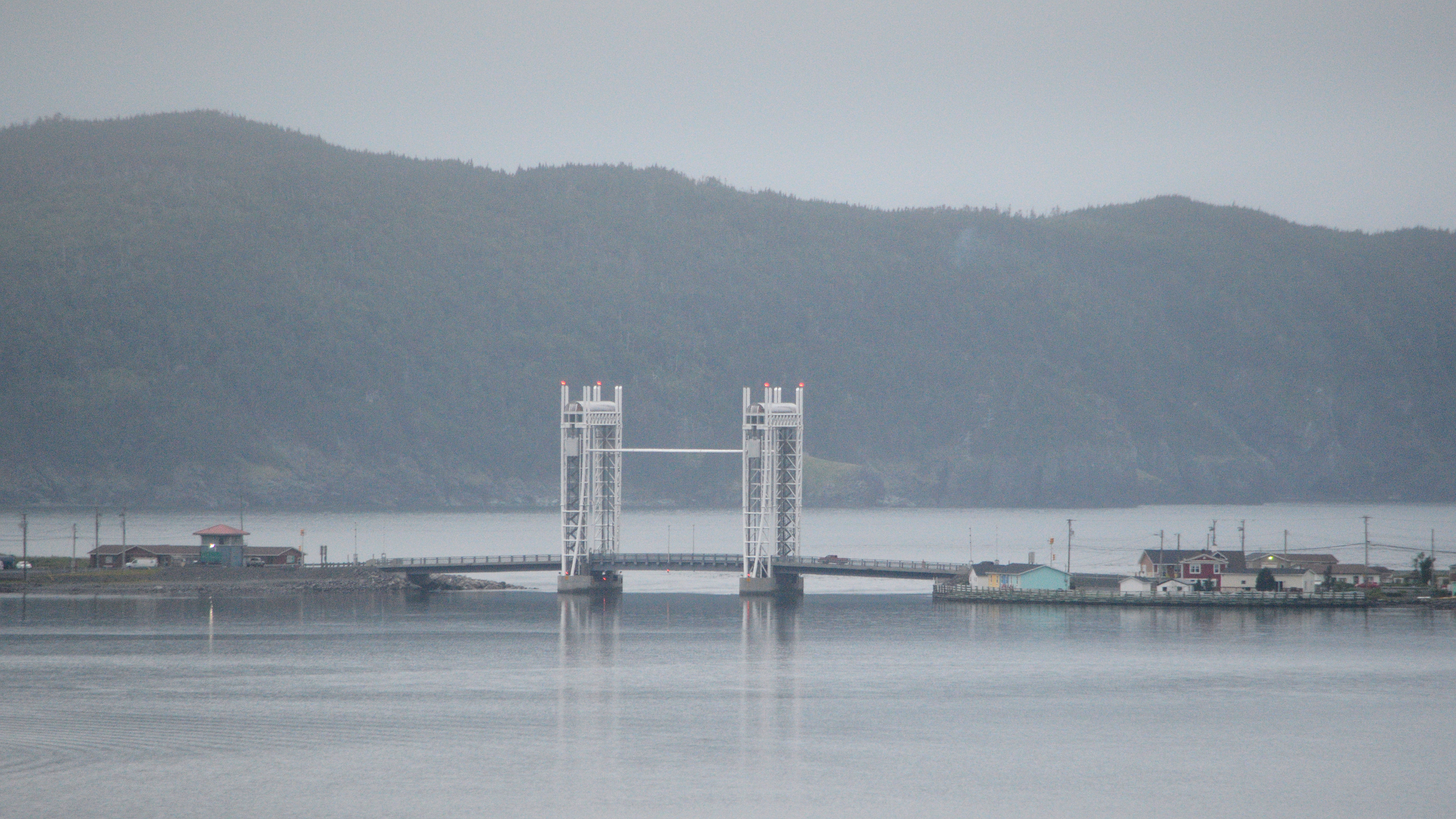
De Sir Ambrose Shea Bridge over Placentia Gut
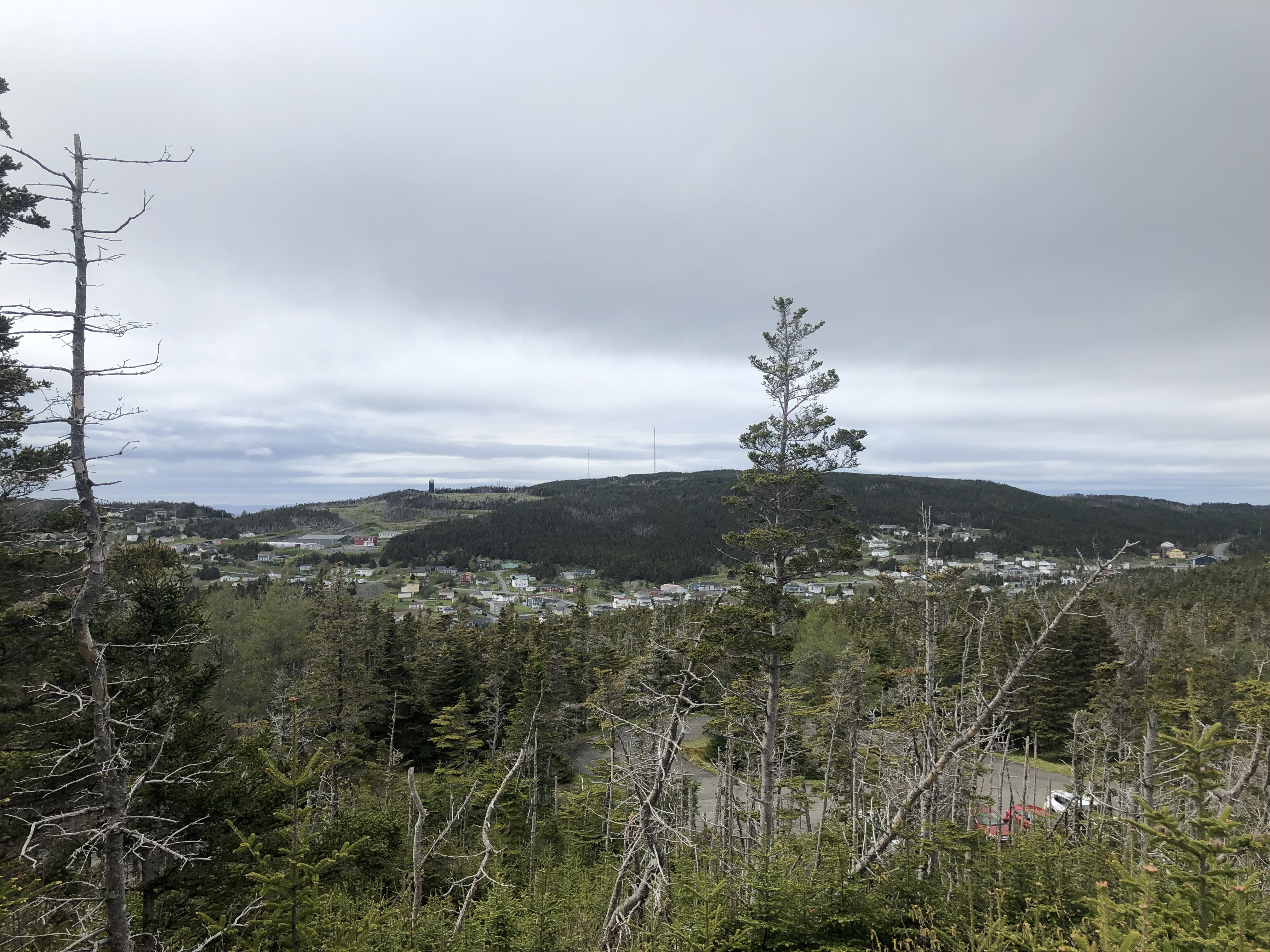
Zicht op Freshwater vanaf Castle Hill